# 10 agor wzór 1985
10 agor wzór 1985 – moneta o nominale dziesięciu agor (serii nowego szekla) wprowadzona do obiegu 4 września 1985 roku, będąca monetą obiegową Państwa Izrael.

## Awers i rewers
Awers przedstawia kopię monety bitej przez Antygona, króla Judei, z siedmioramiennym świecznikiem, nazwę państwa w językach arabskim, angielskim i hebrajskim oraz herb Izraela. Rewers zawiera nominał monety, napis „Agora” po angielsku i hebrajsku oraz rok zapisany po hebrajsku.

## Nakład
Moneta wybijana była w mennicach w Stuttgarcie, Warszawie, Bernie, Jerozolimie, Santiago, Atenach, Kongsbergu, Daejeon, Utrechcie i Atenach. Monety są wybite na krążkach z brązalu o średnicy 22 mm i masie 4 g.
Mennice: Mennica Państwowa – Ateny (a); Swissmint – Berno; KOMSCO – Daejeon; Mennica Norweska – Kongsberg; Drukarnia Rządowa – Jerozolima; Mennica Chilijska – Satniago; Mennica Państwowa Badenii-Wirtembergii – Stuttgart; Królewska Mennica Holenderska – Utrecht; Mennica Polska – Warszawa.
| Rok emisji | Rok emisji     | Stop   | Średnica (mm) | Masa (g) | Stempel | Mennica                                | Nakład     | Nr Krause |
| ---------- | -------------- | ------ | ------------- | -------- | ------- | -------------------------------------- | ---------- | --------- |
| 1985       | 5745 – התשמ''ה | brązal | 22            | 4        | zwykły  | Mennica Państwowa Badenii-Wirtembergii | 45 000 000 | KM# 158   |
| 1986       | 5746 – התשמ''ו | brązal | 22            | 4        | zwykły  | Drukarnia Rządowa                      | 20 934 048 | KM# 158   |
| 1986       | 5746 – התשמ''ו | brązal | 22            | 4        | zwykły  | Swissmint                              | 71 820 000 | KM# 158   |
| 1987       | 5747 – התשמ''ז | brązal | 22            | 4        | zwykły  | Drukarnia Rządowa                      | 19 351 382 | KM# 158   |
| 1988       | 5748 – התשמ''ח | brązal | 22            | 4        | zwykły  | Drukarnia Rządowa                      | 8 640 298  | KM# 158   |
| 1989       | 5749 – התשמ''ט | brązal | 22            | 4        | zwykły  | Drukarnia Rządowa                      | 420 000    | KM# 158   |
| 1990       | 5750 – התש''ן  | brązal | 22            | 4        | zwykły  | Drukarnia Rządowa                      | 2 376 000  | KM# 158   |
| 1991       | 5751 – התשנ''א | brązal | 22            | 4        | zwykły  | Drukarnia Rządowa                      | 11 905 000 | KM# 158   |
| 1991       | 5751 – התשנ''א | brązal | 22            | 4        | zwykły  | Mennica Chilijska                      | 30 240 000 | KM# 158   |
| 1991       | 5751 – התשנ''א | brązal | 22            | 4        | zwykły  | Mennica Państwowa Badenii-Wirtembergii | 17 280 000 | KM# 158   |
| 1992       | 5752 – התשנ''ב | brązal | 22            | 4        | zwykły  | Drukarnia Rządowa                      | 1 728 000  | KM# 158   |
| 1993       | 5753 – התשנ''ג | brązal | 22            | 4        | zwykły  | Mennica Chilijska                      | 25 920 000 | KM# 158   |
| 1994       | 5754 – התשנ''ד | brązal | 22            | 4        | zwykły  | Królewska Mennica Holenderska          | 30 096 000 | KM# 158   |
| 1994       | 5754 – התשנ''ד | brązal | 22            | 4        | zwykły  | Mennica Państwowa Badenii-Wirtembergii | 21 600 000 | KM# 158   |
| 1995       | 5755 – התשנ''ה | brązal | 22            | 4        | zwykły  | Mennica Norweska                       | 17 280 000 | KM# 158   |
| 1996       | 5756 – התשנ''ו | brązal | 22            | 4        | zwykły  | Mennica Chilijska                      | 43 200 000 | KM# 158   |
| 1997       | 5757 – התשנ''ז | brązal | 22            | 4        | zwykły  | Mennica Norweska                       | 21 600 000 | KM# 158   |
| 1997       | 5757 – התשנ''ז | brązal | 22            | 4        | zwykły  | Królewska Mennica Holenderska          | 21 600 000 | KM# 158   |
| 1998       | 5758 – התשנ''ח | brązal | 22            | 4        | zwykły  | Mennica Chilijska                      | 60 480 000 | KM# 158   |
| 1999       | 5759 – התשנ''ט | brązal | 22            | 4        | zwykły  | Mennica Państwowa (a)                  | 21 600 000 | KM# 158   |
| 1999       | 5759 – התשנ''ט | brązal | 22            | 4        | zwykły  | KOMSCO                                 | 4 601 000  | KM# 158   |
| 1999       | 5759 – התשנ''ט | brązal | 22            | 4        | zwykły  | Mennica Polska                         | 2000       | KM# 158   |
| 2000       | 5760 – התש''ס  | brązal | 22            | 4        | zwykły  | Mennica Chilijska                      | 82 944 000 | KM# 158   |
| 2001       | 5761 – התשס''א | brązal | 22            | 4        | zwykły  | KOMSCO                                 | 46 140 000 | KM# 158   |
| 2001       | 5761 – התשס''א | brązal | 22            | 4        | zwykły  | Mennica Chilijska                      | 32 256 000 | KM# 158   |
| 2002       | 5762 – התשס''ב | brązal | 22            | 4        | zwykły  | Mennica Polska                         | 4 608 000  | KM# 158   |
| 2003       | 5763 – התשס''ג | brązal | 22            | 4        | zwykły  | KOMSCO                                 | 22 980 000 | KM# 158   |
| 2004       | 5764 – התשס''ד | brązal | 22            | 4        | zwykły  | b.d.                                   | 37 198 272 | KM# 158   |
| 2005       | 5765 – התשס''ה | brązal | 22            | 4        | zwykły  | KOMSCO                                 | 41 200 000 | KM# 158   |
| 2006       | 5766 – התשס''ו | brązal | 22            | 4        | zwykły  | KOMSCO                                 | 43 800 000 | KM# 158   |
| 2007       | 5767 – התשס''ז | brązal | 22            | 4        | zwykły  | KOMSCO                                 | 39 800 000 | KM# 158   |
| 2008       | 5768 – התשס''ח | brązal | 22            | 4        | zwykły  | KOMSCO                                 | 50 700 000 | KM# 158   |
| 2009       | 5769 – התשס''ט | brązal | 22            | 4        | zwykły  | KOMSCO                                 | 37 500 000 | KM# 158   |
| 2010       | 5770 – התשס''ס | brązal | 22            | 4        | zwykły  | KOMSCO                                 | 53 400 000 | KM# 158   |
| 2011       | 5771 – תשע״א   | brązal | 22            | 4        | zwykły  | KOMSCO                                 | 33 200 000 | KM# 158   |
| 2012       | 5772 – תשע״ב   | brązal | 22            | 4        | zwykły  | KOMSCO                                 | 94 000 000 | KM# 158   |

## Emisje okolicznościowe

### Rocznice niepodległości (piedforty)
Monety okolicznościowe z serii rocznic niepodległościowych wybijane były stemplem lustrzanym jako piedforty (monety wybite na grubym krążku). Wszystkie posiadały znak mennicy na awersie. Prócz innej grubości monety te nie różniły się niczym od monet obiegowych tego okresu.
Mennica: Mennica Norweska – Kongsberg; Francuska Mennica Państwowa – Paryż; Mennica Państwowa Badenii-Wirtembergii – Stuttgart; Królewska Mennica Holenderska – Utrecht.
| Nominał | Rok emisji | Stop   | Średnica (mm) | Masa (g) | Grubość (mm) | Znak mennicy | Stempel   | Mennica | Nr Krause |
| ------- | ---------- | ------ | ------------- | -------- | ------------ | ------------ | --------- | --- | --------- |
| 10 agor | 1986–2000  | brązal | 22            | 8,8      | 3,2          | ✡            | lustrzany | Francuska Mennica Państwowa Mennica Państwowa Badenii-Wirtembergii Królewska Mennica Holenderska Mennica Norweska | KM# P33   |

### 40. lat Państwa Izrael
Monety upamiętniające 40. lat Państwa Izrael zostały wyemitowane w 1998 roku jako monety zwykłe i jako piedforty. Ich wyróżnikiem był hebrajski napis „מ' שנים לישראל” na rewersach, który oznacza 40 lat Izraela. W przypadku 10 agor napis ten znajdował się nad nominałem monety. Monety te nie posiadają znaku mennicy. Monety zwykłe były wybijane stemplem zwykłym w brązalu, a piedforty stemplem lustrzanym w niklu.
Mennica: Drukarnia Rządowa – Jerozolima; Mennica Państwowa Badenii-Wirtembergii – Stuttgart.
| Nominał | Rok emisji | Stop   | Średnica (mm) | Masa (g) | Piedfort | Grubość (mm) | Stempel   | Mennica                                | Nakład  | Nr Krause | Wizerunek   |
| ------- | ---------- | ------ | ------------- | -------- | -------- | ------------ | --------- | -------------------------------------- | ------- | --------- | ----------- |
| 10 agor | 1988       | brązal | 22            | 4        | nie      | -            | zwykły    | Drukarnia Rządowa                      | 504 000 | KM# 195   | AwersRewers |
| 10 agor | 1988       | nikiel | 22            | 9,65     | tak      | 3,2          | lustrzany | Mennica Państwowa Badenii-Wirtembergii | 12 027  | KM# P33A  | AwersRewers |

### Chanuka
Monety z serii chanukowej były wybijane stemplem zwykłym. Te, o nominale jednej agory nie posiadały znaku mennicy. Awersy nie różniły się wyglądem od awersów monet obiegowych tego okresu. Na legendzie rewersu, pod nominałem i nazwą waluty znalazła się mała chanukija, po jej lewej stronie napis w języku angielskim „HANUKKA”, a po prawej nazwa święta po hebrajsku „חנוכה”. W przypadku monet o nominałach: 1, 5 i 10 agor napis ten znajdował się nad nominałem.
Mennica: Drukarnia Rządowa – Jerozolima; Francuska Mennica Państwowa – Paryż; Królewska Mennica Holenderska – Utrecht.
| Nominał | Rok emisji | Stop   | Średnica (mm) | Masa (g) | Stempel | Znak mennicy | Mennica                                       | Nr Krause | Wizerunek   |
| ------- | ---------- | ------ | ------------- | -------- | ------- | ------------ | --------------------------------------------- | --------- | ----------- |
| 10 agor | 1986–1992  | brązal | 22            | 4        | zwykły  | brak         | Francuska Mennica Państwowa Drukarnia Rządowa | KM# 173   |             |
| 10 agor | 1993–2010  | brązal | 22            | 4        | zwykły  | ✡            | Królewska Mennica Holenderska                 | KM# 173A  | AwersRewers |